# دارا (مصطلح)

ألواح خشبية يتعلم عليها الطّلاب الآيات القرآنية

"دارا" هو اللقب المستخدم في السنغال للإشارة إلى المدارس القرآنية التقليدية التي عملت على مدى قرون على ضمان انتشار التعليم الإسلامي بشكل جيد بين جميع شرائح السكان في دول غرب أفريقيا.
غالبًا ما يطبق "الدارا" العقاب الصارم، والذي يعتبره العديد من المسلمين في غرب إفريقيا جزءًا مهمًا من العملية التعليمية.[بحاجة لمصدر] تنقل الطائفة صورة مثيرة للجدل للغاية اعتمادًا على الفهم الذي يتمتع به المرء لفائدتها في التقدم الاجتماعي. وكانت هناك تقارير متكررة عن الانتهاكات و"العبودية المعاصرة" من منظمات مثل XALAAT والأمم المتحدة.[بحاجة لمصدر] تتضمن هذه التقارير اتهامات بالاستغلال المالي وسوء معاملة الأطفال المتسولين الذين يطلق عليهم اسم الطلاب. يتعمد العديد من الطلاب في السنغال إيذاء أنفسهم حتى يحتاجوا إلى رعاية طبية ويتم إبعادهم عن المدارس.